# أولانزابين/فلوكستين
أولانزابين/فلوكستين (أو كما يُباع تحت لاسم التجاري سيمبياكس، من إنتاج شركة إيلي ليلي) هي كبسولة واحدة تحتوي على مضاد الذهان الأولانزابين ومثبط امتصاص السيروتونين الانتقائي فلوكستين. يُستخدم أولانزابين/فلوكستين في المقام الأول لعلاج نوبات الاكتئاب من الاضطراب ثنائي القطب النوع الأول وكذلك الاكتئاب المقاوم للعلاج.

## الاستخدامات الطبية
وافقت إدارة الغذاء والدواء الأمريكية (FDA) على استخدام أولانزابين/فلوكستين لعلاج نوبات الاكتئاب من الاضطراب ثنائي القطب النوع الأول في عام 2003. وفي عام 2009، حصل الدواء على الموافقة لعلاج الاكتئاب المقاوم للعلاج.
يوصف أولانزيبين/فلوكستين، أو توليفات أخرى تحتوي على مضاد للاكتئاب/ مضادات الذهان أحيانًا لعلاج اضطرابات القلق، اوضطرابات الأكل، واضطراب الوسواس القهري (OCD)، واضطراب ما بعد الصدمة (PTSD).

## الآثار جانبية
تشمل الآثار الجانبية المحتملة للأولانزابين/فلوكستين جميع الآثار الجانبية التي يمكن أن يسببها أولانزابين أو فلوكسيتين بشكل منفصل. تشمل الآثار الجانبية الشائعة الأفكار الانتحارية، وزيادة الشهية، وزيادة الوزن، والنعاس، والتعب، وجفاف الفم، والتورم، والهزة، وعدم وضوح الرؤية، وصعوبة التركيز.
يمكن أن ينتج أولانزيبين / فلوكستين رد فعل تحسسي شديد ويجب ألا يستخدم إذا كان المريض قد عانى سابقًا من رد فعل تحسسي تجاه فلوكستين أو أولانزابين.
يرتبط أولانزابين بزيادة السكر في الدم. يحتاج مرضى السكري، أو أولئك المعرضون لخطر الإصابة به، إلى مراقبة دقيقة.
في حالات نادرة، قد يسبب أولانزيبين / فلوكستين متلازمة مضادات الذهان الخبيثة.
وكما هو الحال مع مثبطات امتصاص السيروتونين الانتقائية الأخرى SSRIs، يحمل الأولانزابين / فلوكستين تحذيراً قويًا مفاده أنه يمكن أن يزيد من خطر الأفكار والسلوكيات الانتحارية في المرضى الذين تتراوح أعمارهم بين 24 عامًا أو أقل. وجاء في التحذير أيضًا أن الأولانزابين/فلوكستين قد يزيد من خطر الموت في المرضى المسنين المصابين بالخرف المرتبط بالذهان.